# Утебаев, Сафи Утебаевич
Сафи Утебаевич Утебаев (25 мая 1909, Карабау, Гурьевская область — 12 апреля 2007, Алма-Ата) — советский нефтяник, Почетный нефтяник СССР, Заслуженный деятель науки и техники Казахской ССР. Почётный гражданин Атырауской области и Актау, а также Жанаозена.

## Биография
Родился в селе Карабау 25 мая 1909 года.
В 1928—1930 годах окончил рабочий факультет в Оренбурге.
В 1931—1935 годах учился в Бакинском нефтяном институте.

## Трудовой путь
- В 1936—1945 годах работал в тресте «Эмбанефть».
- В 1938—1959 годах избирался депутатом Верховного Совета СССР и Казахской ССР.
- В 1945—1951 годах — 1-й секретарь комитета партии Жылыойского района.
- В 1951—1957 годах — руководитель объединения «Қазақстанмұнай».
- В 1957—1965 годах — председатель совета народного хозяйства Западно-Казахстанской области.
- В 1965—1971 годах — руководитель объединений «Қазақстанмұнай», «Мангистаумунайгаз».
- В 1971—1980 годах — заместитель директора Научно-исследовательского института технической информации (КазНИИТИ) Государственного комитета планирования Казахской ССР.
- В 1980 году вышел на заслуженный отдых[1].

## Награды
- Орден «Барыс» 1 степени (2004)[2]
- Орден Отан (1999)
- Орден Ленина
- Орден Октябрьской Революции
- Орден Трудового Красного Знамени
- Орден «Знак Почёта»
- Орден Отечественной войны 2 степени
- Почётный нефтяник СССР
- Заслуженный деятель науки и техники Казахской ССР
- Почётный гражданин Атырауской области, Актау, и Жанаозена
- 15 мая 1969 года решением исполкома Шевченковского городского Совета депутатов трудящихся за долголетнюю работу в нефтяной промышленности Казахской ССР и заслуги в освоении богатств Мангышлака Утебаеву С. У. присвоено звание «Почётный гражданин города Шевченко».